# سنجاق بیگ
سنجاق بیگ یا سنجاق بی یا سنجاق بگ (به ترکی عثمانی: سنجاق بک‎) عنوانی در امپراتوری عثمانی بود که به افسران عالی‌رتبه موسوم به بیگ داده می‌شد که به فرماندهی نظامی و اداری یک منطقه (سنجاق و در زبان عربی لواء) منصوب می‌شد.
این فرمانده در برابر یک مقام بالاتر موسوم به والی یا حاکم ایالتی دیگر پاسخگو بود. در موارد معدودی، سنجاق بیگ خود مستقیماً در برابر سلطان مستقر در قسطنطنیه پاسخگو بود.
همانند سایر مقام‌های اداری عثمانی، سنجاق بیگی نیز پایه و ریشهٔ نظامی داشت. واژهٔ سنجاق (و لواء) به معنای «پرچم» یا «نشان» بود و به نمادی اشاره داشت که در زمان جنگ، سواره‌نظامان دارای تیمار یا زعامت، در منطقهٔ خاصی دور آن گرد هم می‌آمدند.
سنجاق بیگ به نوبهٔ خود زیرمجموعهٔ بیلربی یا بیگلربیگی (beylerbey یعنی «بیگ بیگ‌ها») قرار داشت که یک ایالت را اداره می‌کرد و در زمان جنگ، فرماندهی سنجاق بیگ‌های زیردست خود را بر عهده داشت. به این ترتیب، ساختار فرماندهی در جنگ، همانند سلسله مراتب حکومت استانی بود.
منصب سنجاق بیگ مشابه منصب بیگلربیگی اما در مقیاسی ساده‌تر و پایین‌تر بود. سنجاق بیگ، مانند بیگلربیگ، درآمد خود را به صورت مقرری دریافت می‌کرد که معمولاً شامل درآمدهای حاصل از شهرها، اسکله‌ها و بنادر درون مرز سنجاق او می‌شد.
یک فرماندار در سنجاق خود، بیش از هر چیز مسئول حفظ نظم بود و با همکاری مالکان تیول، متخلفان را دستگیر و مجازات می‌کرد. برای این کار، او معمولاً نیمی از جریمه‌های وضع شده بر خلافکاران را دریافت می‌کرد و نیم دیگر به تیول‌دارانی می‌رسید که جرم در زمین‌هایشان رخ داده بود. حاکمان سنجاق وظایف دیگری نیز داشتند، برای مثال، تعقیب راهزنان، بازجویی از مرتدان، تهیه آذوقه برای ارتش یا ارسال مواد برای کشتی‌سازی، طبق دستورهایی که از سلطان می‌رسید.